# Morti nel 1930
| Questa pagina contiene informazioni ricavate automaticamente dalle voci biografiche con l'ausilio del template Bio e di un bot. L'aggiornamento è periodico e automatico e ricostruisce completamente la pagina. Se manca una persona in questa lista, sei pregato di non aggiungerla, ma accertati piuttosto che la sua voce biografica contenga il template Bio e che i dati anagrafici siano correttamente compilati. Se il template Bio manca, inseriscilo tu stesso o, in alternativa, metti l'avviso {{tmp\|Bio}} che ne segnala la mancanza. Se i dati riportati sono sbagliati, correggi direttamente la voce biografica; le modifiche saranno visibili in questa lista entro pochi giorni. Per chiarimenti vedi il progetto biografie. La lista contiene solo le 610 persone che sono citate nell'enciclopedia e per le quali è stato implementato correttamente il template Bio. Pagina aggiornata al 18 ago 2025. |

## Gennaio(47)
- 1º gennaio - Mark Guy Pearse, predicatore e scrittore inglese (n. 1842)
- 2 gennaio - Amilcare Bietti, medico italiano (n. 1869)
- 2 gennaio - Claude de Boissière, schermidore francese (n. 1875)
- 3 gennaio - Clare Briggs, fumettista statunitense (n. 1875)
- 3 gennaio - Giuseppe Antonio Caruso, vescovo cattolico italiano (n. 1864)
- 3 gennaio - Vladislav Vladislavovič Gorodeckij, architetto polacco (n. 1863)
- 3 gennaio - Wilhelm von Plüschow, fotografo tedesco (n. 1852)
- 4 gennaio - Alessandro Ferretti, ingegnere e agronomo italiano (n. 1851)
- 5 gennaio - Rainer Ludwig Claisen, chimico tedesco (n. 1851)
- 6 gennaio - Eduard Study, matematico tedesco (n. 1862)
- 7 gennaio - Jacob Breda Bull, scrittore, giornalista e editore norvegese (n. 1853)
- 7 gennaio - Emilio Ghione, attore e regista italiano (n. 1879)
- 8 gennaio - Alfredo Castellani, orafo e restauratore italiano (n. 1856)
- 8 gennaio - Henry Sturmey, inventore e imprenditore britannico
- 9 gennaio - Hughie Ferguson, calciatore scozzese (n. 1898)
- 10 gennaio - Ludovico Necchi, medico e religioso italiano (n. 1876)
- 12 gennaio - Henry de Groux, artista belga (n. 1866)
- 13 gennaio - Francesco Maria Bonini, baritono italiano (n. 1865)
- 13 gennaio - Sebastian Ziani de Ferranti, inventore e ingegnere inglese (n. 1864)
- 14 gennaio - Émile Brugsch, egittologo e archeologo tedesco (n. 1842)
- 14 gennaio - Alfonsa Clerici, religiosa italiana (n. 1860)
- 16 gennaio - Angelo Achini, pittore italiano (n. 1850)
- 18 gennaio - Anna Adelaïde Abrahams, pittrice olandese (n. 1849)
- 18 gennaio - Tommaso Dal Molin, militare e aviatore italiano (n. 1902)
- 19 gennaio - Aleksandr Aleksandrovič Bunge, zoologo e esploratore russo (n. 1851)
- 19 gennaio - Ivan Montana, calciatore jugoslavo (n. 1906)
- 19 gennaio - Frank Plumpton Ramsey, matematico, logico e statistico britannico (n. 1903)
- 21 gennaio - Hugh Longbourne Callendar, fisico britannico (n. 1863)
- 21 gennaio - Jaroslav Vlček, critico letterario cecoslovacco (n. 1860)
- 22 gennaio - Reginald Brett, II visconte Esher, politico e storico inglese (n. 1852)
- 23 gennaio - Emilio Ferrais, arcivescovo cattolico italiano (n. 1869)
- 24 gennaio - Adolf Kneser, matematico tedesco (n. 1862)
- 24 gennaio - Rebecca Latimer Felton, politica statunitense (n. 1835)
- 24 gennaio - Mario Sammarco, baritono italiano (n. 1868)
- 25 gennaio - Fedele Azari, pittore, pubblicitario e aviatore italiano (n. 1895)
- 27 gennaio - Eugène Dauphin, pittore francese (n. 1857)
- 27 gennaio - Jur Janoška, vescovo luterano e scrittore slovacco (n. 1856)
- 27 gennaio - Leonard Meredith, ciclista su strada e pistard britannico (n. 1882)
- 27 gennaio - Carl Friedrich Otto Westphal, neurologo e psichiatra tedesco (n. 1833)
- 27 gennaio - Leonardo de Mango, pittore italiano (n. 1843)
- 28 gennaio - Emmy Destinn, soprano ceco (n. 1878)
- 28 gennaio - Mosè Tovini, presbitero italiano (n. 1877)
- 29 gennaio - Giuseppe Garibotti, politico e giornalista italiano (n. 1865)
- 29 gennaio - Carlo Salvioli, scacchista e notaio italiano (n. 1848)
- 29 gennaio - Elisabetta Francesca d'Asburgo-Lorena, nobile (n. 1892)
- 31 gennaio - Dorothy Seastrom, attrice statunitense (n. 1903)
- 31 gennaio - Otto Stahn, architetto tedesco (n. 1859)

## Febbraio(51)
- 2 febbraio - Lakhajirajsinhji II Bavajirajsinhji, principe e crickettista indiano (n. 1885)
- 3 febbraio - Michele Bianchi, politico, sindacalista e giornalista italiano (n. 1883)
- 3 febbraio - Jean Massard, calciatore lussemburghese (n. 1894)
- 4 febbraio - Raymond de Dalmas, ornitologo, aracnologo e nobile francese (n. 1862)
- 5 febbraio - Mario Bianchi Bandinelli, politico italiano (n. 1848)
- 5 febbraio - Friedrich von Duhn, archeologo tedesco (n. 1851)
- 5 febbraio - Giovanni Salemi-Pace, architetto e ingegnere italiano (n. 1842)
- 6 febbraio - Rosalia Gwis Adami, attivista, scrittrice e traduttrice italiana (n. 1880)
- 7 febbraio - Tom Seidmann-Freud, pittrice e illustratrice austriaca (n. 1892)
- 8 febbraio - Bedrifelek Kadın, principessa (n. 1851)
- 9 febbraio - Paul Levi, politico tedesco (n. 1883)
- 9 febbraio - Eugenio Rignano, filosofo italiano (n. 1870)
- 10 febbraio - Heinrich Vater, mineralogista e naturalista tedesco (n. 1859)
- 11 febbraio - Adolf Frenken, calciatore svizzero (n. 1885)
- 11 febbraio - Felice Vezzani, pittore, decoratore e attivista italiano (n. 1855)
- 11 febbraio - Franz Winter, archeologo e storico dell'arte tedesco (n. 1861)
- 12 febbraio - Eva Dell'Acqua, compositrice e cantante italiana (n. 1856)
- 12 febbraio - Gregor von Bochmann, pittore tedesco (n. 1850)
- 13 febbraio - Claes Lagergren, collezionista d'arte e nobile svedese (n. 1853)
- 14 febbraio - Salvatore Catalanotte, mafioso italiano (n. 1893)
- 14 febbraio - Libero Ferrario, ciclista su strada italiano (n. 1901)
- 14 febbraio - Thomas MacKenzie, politico neozelandese (n. 1854)
- 14 febbraio - Ralph Wilson, ginnasta statunitense (n. 1880)
- 15 febbraio - Giulio Douhet, generale italiano (n. 1869)
- 16 febbraio - Anatolij Andreevič Brandukov, violoncellista russo (n. 1859)
- 16 febbraio - Maria Francesca Giannetto, religiosa italiana (n. 1902)
- 16 febbraio - Giulio Magni, architetto e critico d'arte italiano (n. 1859)
- 17 febbraio - Louise Kirkby Lunn, contralto inglese (n. 1873)
- 18 febbraio - Johannes Driesch, pittore, ceramista e grafico tedesco (n. 1901)
- 18 febbraio - Gerardus Heymans, filosofo e psicologo olandese (n. 1857)
- 19 febbraio - Maximilian Braun, anatomista e zoologo tedesco (n. 1850)
- 20 febbraio - Emil Fick, schermidore svedese (n. 1863)
- 21 febbraio - Heinrich Kroll, militare e aviatore tedesco (n. 1894)
- 21 febbraio - Habiba Msika, cantante, danzatrice e attrice tunisina (n. 1903)
- 21 febbraio - Ahmad Shah Qajar, imperatore persiano (n. 1898)
- 22 febbraio - Mabel Normand, attrice, sceneggiatrice e regista statunitense (n. 1892)
- 22 febbraio - Carlo Perosi, cardinale italiano (n. 1868)
- 22 febbraio - Bill Tuttle, pallanuotista e nuotatore statunitense (n. 1882)
- 23 febbraio - Horst Wessel, militare tedesco (n. 1907)
- 24 febbraio - Mauricio Ponce de Léon, schermidore spagnolo (n. 1864)
- 24 febbraio - Giuseppina Pasqua, mezzosoprano e contralto italiano (n. 1851)
- 24 febbraio - Jacobus van Looy, pittore e scrittore olandese (n. 1855)
- 25 febbraio - Alfred Downing Fripp, chirurgo inglese (n. 1865)
- 25 febbraio - Callisto Caravario, religioso e santo italiano (n. 1903)
- 25 febbraio - Luigi Versiglia, vescovo cattolico italiano (n. 1873)
- 26 febbraio - Mary Whiton Calkins, psicologa e filosofa statunitense (n. 1863)
- 26 febbraio - Rafael Merry del Val, cardinale, arcivescovo cattolico e diplomatico spagnolo (n. 1865)
- 26 febbraio - Gaetano Reina, mafioso italiano (n. 1889)
- 27 febbraio - Joseph Wright, linguista britannico (n. 1855)
- 28 febbraio - Carlo Frati, bibliotecario italiano (n. 1863)
- 28 febbraio - Charles Kenneth Scott Moncrieff, scrittore e traduttore britannico (n. 1889)

## Marzo(56)
- 1º marzo - Giuseppe Calì, pittore maltese (n. 1846)
- 2 marzo - David Herbert Lawrence, scrittore, poeta e drammaturgo britannico (n. 1885)
- 2 marzo - Richard Wilhelm, sinologo, teologo e missionario tedesco (n. 1873)
- 3 marzo - Liliana Castagnola, cantante e soubrette italiana (n. 1895)
- 3 marzo - Ivan Konstantinovič Grigorovič, ammiraglio russo (n. 1853)
- 3 marzo - Algernon Keith-Falconer, IX conte di Kintore, politico scozzese (n. 1852)
- 5 marzo - Antonio Fradeletto, politico italiano (n. 1858)
- 5 marzo - Lyman Hine, bobbista statunitense (n. 1888)
- 5 marzo - Christine Ladd-Franklin, psicologa, logica e matematica statunitense (n. 1847)
- 6 marzo - Herbert John Gladstone, politico britannico (n. 1854)
- 6 marzo - Arthur Twining Hadley, economista statunitense (n. 1856)
- 6 marzo - Alfred von Tirpitz, ammiraglio tedesco (n. 1849)
- 7 marzo - Glauco Cambon, pittore italiano (n. 1875)
- 8 marzo - Willy Rohr, ufficiale tedesco (n. 1877)
- 8 marzo - William Howard Taft, politico e magistrato statunitense (n. 1857)
- 9 marzo - Henry Chapman Mercer, archeologo e collezionista d'arte statunitense (n. 1856)
- 10 marzo - Teresa Boetti Valvassura, attrice italiana (n. 1851)
- 10 marzo - Misuzu Kaneko, poetessa giapponese (n. 1903)
- 11 marzo - Silvio Gesell, mercante, economista e anarchico tedesco (n. 1862)
- 12 marzo - Armando Armuzzi, sindacalista e politico italiano (n. 1851)
- 12 marzo - Giorgio Ascarelli, imprenditore e dirigente sportivo italiano (n. 1894)
- 12 marzo - William George Barker, aviatore canadese (n. 1894)
- 12 marzo - Alois Jirásek, scrittore e politico ceco (n. 1851)
- 13 marzo - Corinto Corinti, architetto e ingegnere italiano (n. 1841)
- 13 marzo - George Coventry, IX conte di Coventry, politico inglese (n. 1838)
- 13 marzo - Alfred Dubois, velista francese (n. 1846)
- 13 marzo - Léon Metzler, calciatore lussemburghese (n. 1896)
- 13 marzo - Louis Monziès, pittore e incisore francese (n. 1849)
- 13 marzo - Karl Stuhlmüller, pittore tedesco (n. 1859)
- 13 marzo - Mary Eleanor Wilkins Freeman, scrittrice statunitense (n. 1852)
- 14 marzo - Oscar Eagle, regista statunitense (n. 1861)
- 14 marzo - Raimund Friedrich Kaindl, docente, linguista e storico austriaco (n. 1866)
- 15 marzo - Antonio Beltramelli, scrittore e giornalista italiano (n. 1879)
- 16 marzo - Charles Grinstead, tennista britannico (n. 1860)
- 16 marzo - Miguel Primo de Rivera, generale e politico spagnolo (n. 1870)
- 17 marzo - Karl Edvard Diriks, pittore norvegese (n. 1855)
- 19 marzo - Arthur James Balfour, politico britannico (n. 1848)
- 19 marzo - Henry Faulds, medico e missionario scozzese (n. 1843)
- 19 marzo - Eugenio Maccagnani, scultore italiano (n. 1852)
- 19 marzo - Ernesto Maldarelli, intagliatore, ebanista e scultore italiano (n. 1850)
- 19 marzo - Wilfrid Voynich, antiquario polacco (n. 1865)
- 20 marzo - Arthur Andrews, pistard statunitense (n. 1876)
- 20 marzo - Filippo Garavetti, avvocato e politico italiano (n. 1846)
- 21 marzo - Claude Halstead Van Tyne, storico statunitense (n. 1869)
- 22 marzo - Gastone Brilli-Peri, ciclista su strada, pilota motociclistico e pilota automobilistico italiano (n. 1893)
- 22 marzo - Mario Malagoli, calciatore italiano (n. 1893)
- 23 marzo - Augustine Henry, medico, sinologo e botanico irlandese (n. 1857)
- 24 marzo - Eugeen Van Mieghem, pittore belga (n. 1875)
- 25 marzo - Tina Di Lorenzo, attrice teatrale italiana (n. 1872)
- 25 marzo - Henri Jobier, schermidore francese (n. 1879)
- 26 marzo - Ubaldo Pittei, attore teatrale, regista e attore cinematografico italiano (n. 1878)
- 26 marzo - Ettore Stampini, filologo classico e latinista italiano (n. 1855)
- 27 marzo - Christina Greenstidel, mistica e docente tedesca (n. 1866)
- 28 marzo - Félicien Menu de Ménil, compositore e esperantista francese (n. 1860)
- 30 marzo - Thomas S. Hermansen, direttore della fotografia, regista e produttore cinematografico danese (n. 1867)
- 31 marzo - Emil Krebs, linguista e sinologo tedesco (n. 1867)

## Aprile(35)
- 1º aprile - Cosima Wagner, tedesca (n. 1837)
- 2 aprile - Zauditù d'Etiopia, imperatrice etiope (n. 1876)
- 3 aprile - Emma Albani, soprano canadese (n. 1847)
- 3 aprile - Ernst Conrad, giurista e magistrato tedesco (n. 1858)
- 3 aprile - Edward Warren, regista, attore e produttore cinematografico statunitense (n. 1856)
- 4 aprile - Fortunat-Henri Caumont, vescovo cattolico francese (n. 1871)
- 4 aprile - Vittoria di Baden, regina (n. 1862)
- 5 aprile - Anna Lea Merritt, pittrice statunitense (n. 1844)
- 9 aprile - Rose Caron, soprano francese (n. 1857)
- 9 aprile - Adolf Dirr, linguista, filologo e etnologo tedesco (n. 1867)
- 9 aprile - Heinrich von Wittek, politico e nobile austriaco (n. 1844)
- 11 aprile - Thomas Dewar, imprenditore scozzese (n. 1864)
- 13 aprile - Otto Cartellieri, storico e archivista tedesco (n. 1872)
- 14 aprile - Vladimir Vladimirovič Majakovskij, poeta, scrittore e drammaturgo sovietico (n. 1893)
- 16 aprile - José Carlos Mariátegui, giornalista, sociologo e politico peruviano (n. 1894)
- 16 aprile - Linda Richards, infermiera statunitense (n. 1841)
- 17 aprile - Aleksandr Jakovlevič Golovin, pittore e scenografo russo (n. 1863)
- 18 aprile - Joaquim Arcoverde de Albuquerque Cavalcanti, cardinale e arcivescovo cattolico brasiliano (n. 1850)
- 19 aprile - Ernst Georg Ferdinand Küster, chirurgo tedesco (n. 1839)
- 19 aprile - Ernest Lewis, tennista britannico (n. 1867)
- 20 aprile - Vitaliano Rotellini, editore e giornalista italiano (n. 1865)
- 21 aprile - Robert Bridges, poeta britannico (n. 1844)
- 21 aprile - Giuseppe Cominetti, pittore italiano (n. 1882)
- 21 aprile - Frederick Gordon Guggisberg, funzionario britannico (n. 1869)
- 21 aprile - Carl Frederik Wandel, marinaio e esploratore danese (n. 1843)
- 22 aprile - Jeppe Aakjær, giornalista e scrittore danese (n. 1866)
- 24 aprile - Antonio Carranti, politico italiano (n. 1872)
- 24 aprile - Henry Dudeney, matematico britannico (n. 1857)
- 25 aprile - David Smith, regista, direttore della fotografia e sceneggiatore inglese (n. 1872)
- 27 aprile - Yeghishe I Turian, giornalista, poeta e arcivescovo cristiano orientale armeno (n. 1860)
- 29 aprile - Pietro Agosti, ingegnere italiano (n. 1873)
- 29 aprile - Giuliano Donati Petténi, poeta e scrittore italiano (n. 1894)
- 29 aprile - Francisco dos Santos, scultore, pittore e calciatore portoghese (n. 1878)
- 29 aprile - Israel Schiffmann, compositore di scacchi russo (n. 1903)
- 30 aprile - John Peter Russell, pittore australiano (n. 1858)

## Maggio(39)
- 1º maggio - Bino Binazzi, poeta italiano (n. 1878)
- 1º maggio - Lorna Moon, scrittrice e sceneggiatrice scozzese (n. 1886)
- 1º maggio - Riccardo Pampuri, religioso e medico italiano (n. 1897)
- 1º maggio - Vittorio Pica, scrittore e critico d'arte italiano (n. 1862)
- 2 maggio - Isidor Gunsberg, scacchista ungherese (n. 1854)
- 5 maggio - Paul Chocarne-Moreau, pittore francese (n. 1855)
- 5 maggio - Virginio Retali, matematico italiano (n. 1853)
- 6 maggio - Sackville Carden, ammiraglio britannico (n. 1857)
- 6 maggio - Fernand Semelaigne, schermidore francese (n. 1865)
- 7 maggio - Giuliano Kremmerz, esoterista italiano (n. 1861)
- 8 maggio - Julia Crawford Ivers, sceneggiatrice, regista e produttrice cinematografica statunitense (n. 1867)
- 9 maggio - Augusto Bompiani, pittore italiano (n. 1852)
- 10 maggio - Bjarne Klavestad, calciatore norvegese (n. 1905)
- 10 maggio - Julio Romero de Torres, pittore spagnolo (n. 1874)
- 12 maggio - Iso Mutsu, scrittrice britannica (n. 1867)
- 12 maggio - Jules Pams, avvocato e politico francese (n. 1852)
- 12 maggio - Nicola Perscheid, fotografo tedesco (n. 1864)
- 12 maggio - Sultan Jahan, principessa indiano (n. 1858)
- 12 maggio - Pieter Jelles Troelstra, politico olandese (n. 1860)
- 13 maggio - Helene Lange, pedagogista e politica tedesca (n. 1848)
- 13 maggio - Fridtjof Nansen, esploratore, scienziato e politico norvegese (n. 1861)
- 13 maggio - Camillo Peano, politico italiano (n. 1863)
- 13 maggio - Katai Tayama, scrittore giapponese (n. 1872)
- 14 maggio - Erik Algot Fredriksson, tiratore di fune svedese (n. 1885)
- 15 maggio - Luigi Gadola, ingegnere e politico italiano (n. 1861)
- 15 maggio - William Emlen Roosevelt, banchiere statunitense (n. 1857)
- 16 maggio - Maria Orska, attrice tedesca (n. 1893)
- 16 maggio - Richard Richardson, tennista britannico (n. 1852)
- 17 maggio - Max Valier, astronomo e scrittore austriaco (n. 1895)
- 18 maggio - Vincenzo Gerace, letterato italiano (n. 1876)
- 22 maggio - Jean-Francis Auburtin, pittore francese (n. 1866)
- 24 maggio - Fateh Singh di Udaipur e Mewar, principe indiano (n. 1849)
- 25 maggio - Antonio Civelli, imprenditore e politico italiano (n. 1850)
- 25 maggio - Randall Davidson, arcivescovo anglicano britannico (n. 1848)
- 25 maggio - Ranieri d'Asburgo-Lorena, nobile (n. 1895)
- 27 maggio - Gabriel Miró, scrittore spagnolo (n. 1879)
- 28 maggio - Robert Bürkler, vescovo cattolico svizzero (n. 1863)
- 28 maggio - Louis-Henri-Joseph Luçon, cardinale e arcivescovo cattolico francese (n. 1842)
- 31 maggio - Henryk Johan Bull, navigatore, imprenditore e esploratore norvegese (n. 1844)

## Giugno(49)
- 1º giugno - Eugénio Tavares, poeta capoverdiano (n. 1867)
- 1º giugno - Wang Shizhen, generale e politico cinese (n. 1861)
- 2 giugno - Francesco Conteduca, marinaio italiano (n. 1844)
- 2 giugno - Jules Pascin, pittore bulgaro (n. 1885)
- 2 giugno - Achille Sclavo, medico italiano (n. 1861)
- 3 giugno - Oleksandr Kostjantynovyč Bohomazov, pittore ucraino (n. 1880)
- 3 giugno - Franciszek Mirandola, scrittore, poeta e traduttore polacco (n. 1871)
- 3 giugno - Alexander Frederick Richmond Wollaston, esploratore, medico e botanico britannico (n. 1875)
- 5 giugno - Wilhelm Benignus, scrittore tedesco (n. 1861)
- 5 giugno - Jacques Hermant, architetto francese (n. 1855)
- 5 giugno - Eric Lemming, giavellottista svedese (n. 1880)
- 6 giugno - Emmanuel de Mac Mahon, generale francese (n. 1859)
- 7 giugno - Julius Smend, teologo tedesco (n. 1857)
- 8 giugno - František Malkovský, aviatore e militare cecoslovacco (n. 1897)
- 10 giugno - Adolf von Harnack, teologo e storico delle religioni tedesco (n. 1851)
- 10 giugno - Inşirah Hanım, ottomana (n. 1887)
- 11 giugno - Henry Clay Folger, imprenditore statunitense (n. 1857)
- 11 giugno - Emil Thuy, aviatore e ufficiale tedesco (n. 1894)
- 12 giugno - Giuseppe De Ninno, biografo e storiografo italiano (n. 1852)
- 13 giugno - José Antonio Ramos Sucre, poeta venezuelano (n. 1890)
- 13 giugno - Henry Segrave, pilota automobilistico e pilota motonautico britannico (n. 1896)
- 14 giugno - Enrico Millo, militare e politico italiano (n. 1865)
- 14 giugno - Catherine Jane Wood, infermiera britannica (n. 1841)
- 15 giugno - Paul Kraske, chirurgo tedesco (n. 1851)
- 15 giugno - Giovanni Viafora, fotografo italiano (n. 1870)
- 16 giugno - Pietro Baccelli, avvocato e politico italiano (n. 1863)
- 16 giugno - Osbert Molyneux, VI conte di Sefton, politico irlandese (n. 1871)
- 16 giugno - Elmer Ambrose Sperry, inventore statunitense (n. 1860)
- 16 giugno - Ljubomir Stojanović, politico serbo (n. 1860)
- 16 giugno - Harvey Washington Wiley, chimico statunitense (n. 1844)
- 17 giugno - Louis Bolk, anatomista olandese (n. 1866)
- 18 giugno - Dina Ferri, poetessa italiana (n. 1908)
- 18 giugno - Jules Richard, fotografo, inventore e imprenditore francese (n. 1848)
- 20 giugno - Hamid Ali Khan di Rampur, principe indiano (n. 1875)
- 21 giugno - Hans Ingi Hedemark, tenore e attore norvegese (n. 1875)
- 22 giugno - Eugenio Chiesa, politico italiano (n. 1863)
- 22 giugno - Philippe Robert, pittore e naturalista svizzero (n. 1881)
- 23 giugno - Joseph Dahlmann, missionario e gesuita tedesco (n. 1861)
- 23 giugno - Ibrahim Ali Khan, principe indiano (n. 1849)
- 24 giugno - Ladislavs Kurpiel, calciatore austriaco (n. 1883)
- 25 giugno - James K. Vardaman, politico statunitense (n. 1861)
- 26 giugno - Jacob Pleydell-Bouverie, VI conte di Radnor, politico inglese (n. 1868)
- 27 giugno - Kakutsa Cholokashvili, militare georgiano (n. 1888)
- 27 giugno - Māui Pōmare, politico neozelandese
- 29 giugno - Émile Billard, velista francese (n. 1852)
- 29 giugno - Johannes Fabry, dermatologo tedesco (n. 1860)
- 29 giugno - Jozef Janssens, pittore belga (n. 1854)
- 30 giugno - Francesco Merlino, avvocato, anarchico e politico italiano (n. 1856)
- 30 giugno - Simko Shikak, militare curdo (n. 1887)

## Luglio(52)
- 1º luglio - Maximilian Njegovan, ammiraglio austro-ungarico (n. 1858)
- 2 luglio - Anders Randolf, attore danese (n. 1870)
- 3 luglio - Hugo Fähndrich, scacchista austriaco (n. 1851)
- 3 luglio - Carlos Herrera y Luna, politico guatemalteco (n. 1856)
- 5 luglio - Maria Gasparina di Sassonia-Altenburg, principessa tedesca (n. 1845)
- 6 luglio - Cormic Cosgrove, calciatore statunitense (n. 1866)
- 6 luglio - Gustavo Salvini, attore italiano (n. 1859)
- 7 luglio - Arthur Conan Doyle, scrittore e drammaturgo britannico (n. 1859)
- 7 luglio - Angelo Gagliano, mafioso italiano (n. 1862)
- 7 luglio - Julius Hart, scrittore tedesco (n. 1859)
- 8 luglio - Angelo Conti, scrittore, storico dell'arte e filosofo italiano (n. 1860)
- 8 luglio - Augusto Mastripietri, attore italiano (n. 1846)
- 8 luglio - Josef Felix Pompeckj, paleontologo e geologo tedesco (n. 1867)
- 8 luglio - Joseph Ward, politico neozelandese (n. 1856)
- 9 luglio - Vincenzo Vannutelli, cardinale e arcivescovo cattolico italiano (n. 1836)
- 11 luglio - Napoleone Leumann, imprenditore e filantropo svizzero (n. 1841)
- 13 luglio - Joseph Anglade, saggista, filologo e insegnante francese (n. 1868)
- 13 luglio - Enrico Griffith, attivista italiano (n. 1906)
- 13 luglio - Adolfo Padovan, scrittore italiano (n. 1869)
- 13 luglio - Ludwig Stein, filosofo, sociologo e giornalista ungherese (n. 1859)
- 15 luglio - Lipót Auer, violinista e compositore ungherese (n. 1845)
- 15 luglio - Vito Bonventre, mafioso italiano (n. 1875)
- 15 luglio - A.E. Coleby, regista, sceneggiatore e attore inglese (n. 1876)
- 15 luglio - Anton Malej, ginnasta jugoslavo (n. 1907)
- 15 luglio - Alberto Pisa, pittore italiano (n. 1864)
- 15 luglio - Rudolph Schildkraut, attore austriaco (n. 1862)
- 16 luglio - Juan Luis Sanfuentes, politico cileno (n. 1858)
- 17 luglio - Federico Halbherr, archeologo e epigrafista italiano (n. 1857)
- 18 luglio - Jānis Ziemeļnieks, scrittore lettone (n. 1897)
- 19 luglio - Thomas Agar-Robartes, VI visconte Clifden, politico irlandese (n. 1844)
- 19 luglio - Oku Yasukata, militare giapponese (n. 1847)
- 21 luglio - Paul Fürbringer, medico e chimico tedesco (n. 1849)
- 21 luglio - Frederick Hamilton-Temple-Blackwood, III marchese di Dufferin e Ava, politico e ufficiale inglese (n. 1875)
- 21 luglio - Francesco Meneguzzo, scultore italiano (n. 1860)
- 22 luglio - Wacław Szymanowski, scultore e pittore polacco (n. 1859)
- 23 luglio - Glenn Curtiss, imprenditore statunitense (n. 1878)
- 24 luglio - Šatrijos Ragana, scrittrice, educatrice e umanista lituana (n. 1877)
- 24 luglio - Nicola Spada, politico italiano (n. 1851)
- 24 luglio - Bajo Topulli, patriota e insegnante albanese (n. 1868)
- 25 luglio - Albert Canet, tennista francese (n. 1878)
- 25 luglio - Chance M. Vought, aviatore e progettista statunitense (n. 1890)
- 27 luglio - Filippo De Cecco, imprenditore italiano (n. 1854)
- 27 luglio - Bernard Edmunds, golfista statunitense (n. 1868)
- 28 luglio - John DeWitt, martellista statunitense (n. 1881)
- 28 luglio - Allvar Gullstrand, oculista svedese (n. 1862)
- 28 luglio - Bellom Pescarolo, patologo e politico italiano (n. 1861)
- 29 luglio - Louis Baralis, scultore francese (n. 1862)
- 29 luglio - Silvio Berti, politico e avvocato italiano (n. 1856)
- 29 luglio - Alexander von Fielitz, insegnante, direttore d'orchestra e compositore tedesco (n. 1860)
- 30 luglio - Joan Gamper, calciatore, dirigente sportivo e imprenditore svizzero (n. 1877)
- 30 luglio - Camillo Prampolini, politico italiano (n. 1859)
- 31 luglio - Giulio Ginanni, comico italiano (n. 1903)

## Agosto(45)
- 1º agosto - Henry Henshaw, ornitologo e etnologo statunitense (n. 1850)
- 3 agosto - Giulio Justolin, pittore italiano (n. 1866)
- 4 agosto - Siegfried Wagner, compositore e direttore d'orchestra tedesco (n. 1869)
- 5 agosto - Pilade Del Buono, imprenditore e politico italiano (n. 1852)
- 6 agosto - Joseph Achille Le Bel, chimico francese (n. 1847)
- 7 agosto - Robert Cloughen, velocista statunitense (n. 1889)
- 7 agosto - Dorr E. Felt, inventore e imprenditore statunitense (n. 1862)
- 7 agosto - James Duval Phelan, politico e banchiere statunitense (n. 1861)
- 8 agosto - Launceston Elliot, sollevatore, lottatore e discobolo britannico (n. 1874)
- 8 agosto - Walther Reinhardt, militare tedesco (n. 1872)
- 11 agosto - Edward Angle, dentista statunitense (n. 1855)
- 12 agosto - Horace Smith-Dorrien, generale britannico (n. 1858)
- 12 agosto - Pascual Somma, calciatore uruguaiano (n. 1891)
- 12 agosto - William Waldegrave, IX conte Waldegrave, nobile e politico inglese (n. 1851)
- 13 agosto - Michele Ceriana Mayneri, politico e calciatore italiano (n. 1861)
- 13 agosto - Enrico Cocchia, latinista e filologo classico italiano (n. 1859)
- 15 agosto - Florian Cajori, matematico e storico della scienza svizzero (n. 1859)
- 15 agosto - Giuseppe Morello, mafioso italiano (n. 1867)
- 17 agosto - Leó Forgács, scacchista ungherese (n. 1881)
- 18 agosto - Dario Pratoverde, calciatore italiano (n. 1903)
- 19 agosto - Wilhelm Barthold, turcologo e storico russo (n. 1869)
- 19 agosto - Peter Christophersen, imprenditore e diplomatico norvegese (n. 1845)
- 20 agosto - Louis Bourgeois, architetto canadese (n. 1856)
- 20 agosto - Sandro Italico Mussolini, politico italiano (n. 1910)
- 20 agosto - Herbert Hall Turner, astronomo e sismologo britannico (n. 1861)
- 21 agosto - Aston Webb, architetto britannico (n. 1849)
- 21 agosto - Christopher Wood, pittore britannico (n. 1901)
- 23 agosto - Rudolf John Gorsleben, giornalista e drammaturgo tedesco (n. 1883)
- 23 agosto - Alan Percy, VIII duca di Northumberland, ufficiale britannico (n. 1880)
- 24 agosto - Anna Botsford Comstock, scrittrice, illustratrice e educatrice statunitense (n. 1854)
- 24 agosto - Vincenzo Comi, patriota e politico italiano (n. 1849)
- 24 agosto - Maria Giuseppa Liesch, pittrice e illustratrice italiana (n. 1883)
- 25 agosto - Luigi Albertieri, ballerino e coreografo italiano (n. 1860)
- 25 agosto - Ben F. Wilson, attore, regista e produttore cinematografico statunitense (n. 1876)
- 26 agosto - Frankie Campbell, pugile statunitense (n. 1904)
- 26 agosto - Lon Chaney, attore, regista e sceneggiatore statunitense (n. 1883)
- 26 agosto - Elisa Severi, attrice italiana (n. 1872)
- 26 agosto - Ernest Tassart, schermidore francese (n. 1868)
- 29 agosto - William Archibald Spooner, presbitero inglese (n. 1844)
- 29 agosto - Henry Tureman Allen, militare statunitense (n. 1859)
- 29 agosto - Giovanni Battista Ughetti, medico e scrittore italiano (n. 1852)
- 30 agosto - Zo d'Axa, avventuriero e giornalista francese (n. 1864)
- 31 agosto - Amleto Cataldi, scultore italiano (n. 1882)
- 31 agosto - Vladan Đorđević, politico e scrittore serbo (n. 1844)
- 31 agosto - Eduard Meyer, storico, egittologo e assiriologo tedesco (n. 1855)

## Settembre(41)
- 2 settembre - Joseph Alzin, sollevatore e lottatore lussemburghese (n. 1893)
- 2 settembre - Luigi Cangiullo, tuffatore italiano (n. 1897)
- 2 settembre - Roberto Ghiglianovich, politico e patriota italiano (n. 1863)
- 2 settembre - Raoul Stojsavljevic, aviatore e militare austro-ungarico (n. 1887)
- 3 settembre - Jiří Chocholouš, compositore di scacchi boemo (n. 1856)
- 4 settembre - Vladimir Klavdievič Arsen'ev, esploratore, naturalista e cartografo russo (n. 1872)
- 5 settembre - Carl Panzram, serial killer statunitense (n. 1891)
- 5 settembre - Joseph Pinzolo, mafioso italiano (n. 1887)
- 5 settembre - Georges de Porto-Riche, scrittore e drammaturgo francese (n. 1849)
- 6 settembre - Johann Georg Hagen, astronomo e gesuita olandese (n. 1846)
- 8 settembre - Michele Scherillo, critico letterario e politico italiano (n. 1860)
- 10 settembre - Michele Guadagno, ingegnere e botanico italiano (n. 1878)
- 10 settembre - Angelo Pinetti, storico italiano (n. 1872)
- 12 settembre - Amalia Freud, nobildonna austro-ungarica (n. 1835)
- 12 settembre - Giuseppe Genoese Zerbi, politico italiano (n. 1870)
- 14 settembre - Nabor Soliani, ingegnere e politico italiano (n. 1850)
- 15 settembre - Milton Sills, attore statunitense (n. 1882)
- 15 settembre - Victor Thorn, politico lussemburghese (n. 1844)
- 17 settembre - Vincenzo Asprea, entomologo italiano (n. 1874)
- 17 settembre - Alois Delug, pittore austriaco (n. 1859)
- 17 settembre - Eduard Sachau, orientalista tedesco (n. 1845)
- 18 settembre - John Lind, politico statunitense (n. 1854)
- 18 settembre - Angelo Pilati, calciatore italiano (n. 1909)
- 19 settembre - Oreste Amici, pittore e artista italiano (n. 1872)
- 19 settembre - Hendrik Zwaardemaker, fisiologo e scienziato olandese (n. 1857)
- 20 settembre - Moritz Pasch, matematico tedesco (n. 1843)
- 22 settembre - Henry Phipps Jr., imprenditore statunitense (n. 1839)
- 22 settembre - Tan Yankai, politico e militare cinese (n. 1880)
- 23 settembre - Giambattista Sangiorgio, pittore e scultore italiano (n. 1884)
- 24 settembre - William Diller Matthew, paleontologo statunitense (n. 1871)
- 24 settembre - Oscar Lamm, ingegnere svedese (n. 1848)
- 24 settembre - Marie-Juliette Louvet, francese (n. 1867)
- 24 settembre - Harry McNish, esploratore scozzese (n. 1874)
- 24 settembre - Otto Mueller, pittore tedesco (n. 1874)
- 25 settembre - Abram Efimovič Archipov, pittore russo (n. 1862)
- 27 settembre - Giulio Fano, fisiologo italiano (n. 1856)
- 28 settembre - William T. Carleton, attore britannico (n. 1859)
- 28 settembre - Daniel Guggenheim, imprenditore e filantropo statunitense (n. 1856)
- 29 settembre - Bryan Mahon, militare e politico irlandese (n. 1862)
- 29 settembre - Il'ja Efimovič Repin, pittore e scultore russo (n. 1844)
- 30 settembre - Frederick Edward Smith, I conte di Birkenhead, politico britannico (n. 1872)

## Ottobre(53)
- 1º ottobre - Riccardo Drigo, compositore e direttore d'orchestra italiano (n. 1846)
- 1º ottobre - Domenico Montesano, matematico italiano (n. 1863)
- 1º ottobre - Paul Wiesner, velista tedesco (n. 1855)
- 2 ottobre - Gordon Northcott, assassino seriale canadese (n. 1906)
- 3 ottobre - Friedrich Ludwig, musicologo tedesco (n. 1872)
- 4 ottobre - Camille Bellaigue, critico musicale e musicologo francese (n. 1858)
- 4 ottobre - Olena Pčilka, editrice, scrittrice e etnografa ucraina (n. 1849)
- 4 ottobre - Maurice Prou, storico, paleografo e numismatico francese (n. 1861)
- 5 ottobre - Ethel Arnold, giornalista, scrittrice e docente britannica (n. 1864)
- 5 ottobre - Giacomo Bonicelli, avvocato e politico italiano (n. 1861)
- 5 ottobre - Aleksandr Pavlovič Kutepov, militare e politico russo (n. 1882)
- 7 ottobre - Olaf Offerdahl, vescovo cattolico norvegese (n. 1857)
- 8 ottobre - Emile Van Belle, ciclista su strada belga (n. 1903)
- 9 ottobre - Louis Béroud, pittore francese (n. 1852)
- 9 ottobre - Enrico Forlanini, ufficiale, inventore e pioniere dell'aviazione italiano (n. 1848)
- 9 ottobre - João Suassuna, politico brasiliano (n. 1886)
- 10 ottobre - Bob Baxter, calciatore nordirlandese (n. 1859)
- 10 ottobre - Adolf Engler, botanico tedesco (n. 1844)
- 10 ottobre - Ettore Verga, storico italiano (n. 1867)
- 11 ottobre - Luigi Fulci, avvocato e politico italiano (n. 1872)
- 12 ottobre - Pio Nevi, trombonista e direttore di banda italiano (n. 1848)
- 12 ottobre - Virginia Zucchi, ballerina italiana (n. 1849)
- 13 ottobre - Harry Reginald Hall, egittologo e archeologo inglese (n. 1873)
- 13 ottobre - Ardolph Loges Kline, politico statunitense (n. 1858)
- 14 ottobre - Luigi Gaudenzi, pittore italiano (n. 1905)
- 14 ottobre - Giovanni Grasso, attore italiano (n. 1873)
- 14 ottobre - Heinrich Wilhelm Pelizaeus, banchiere tedesco (n. 1851)
- 15 ottobre - Ernest Henry Wilson, botanico inglese (n. 1876)
- 17 ottobre - Albert Joseph Pénot, pittore francese (n. 1862)
- 18 ottobre - Paolo Gazzaniga, matematico italiano (n. 1853)
- 19 ottobre - Constantin von Monakow, neurologo russo (n. 1853)
- 20 ottobre - Fernando Díaz de Mendoza, attore teatrale spagnolo (n. 1862)
- 20 ottobre - Jurij Josypovyč Tjutjunnyk, militare ucraino (n. 1891)
- 21 ottobre - Lucien Baudrier, velista francese (n. 1861)
- 21 ottobre - Włodzimierz Perzyński, scrittore e drammaturgo polacco (n. 1877)
- 21 ottobre - Adelaide Sardi, religiosa e scrittrice italiana (n. 1879)
- 23 ottobre - Joe Aiello, mafioso italiano (n. 1890)
- 23 ottobre - Eligio Ayala, politico paraguaiano (n. 1879)
- 23 ottobre - Vicente Casanova y Marzol, cardinale e arcivescovo cattolico spagnolo (n. 1854)
- 23 ottobre - Ivan Jakovlevič Jakovlev, linguista, pedagogo e traduttore russo (n. 1848)
- 23 ottobre - Pierre-Marie Termier, geologo francese (n. 1859)
- 24 ottobre - Paul Émile Appell, matematico francese (n. 1855)
- 25 ottobre - Waldemar Haffkine, batteriologo russo (n. 1860)
- 25 ottobre - Alfredo Romano del Liechtenstein, politico austriaco (n. 1875)
- 26 ottobre - Michel Borisowski, ciclista su strada e pistard belga (n. 1871)
- 26 ottobre - Jean Claude Nicolas Forestier, architetto francese (n. 1861)
- 26 ottobre - Harry Payne Whitney, imprenditore statunitense (n. 1872)
- 28 ottobre - Mary Harrison McKee, politica statunitense (n. 1858)
- 29 ottobre - Bernardo Ramelli, architetto svizzero (n. 1873)
- 30 ottobre - Federico Andreotti, pittore italiano (n. 1847)
- 30 ottobre - Angela Nikoletti, insegnante austriaca (n. 1905)
- 30 ottobre - Toyoda Sakichi, inventore e imprenditore giapponese (n. 1867)
- 31 ottobre - Irene Stefani, religiosa italiana (n. 1891)

## Novembre(44)
- 1º novembre - Pio Cellini, scultore italiano (n. 1863)
- 2 novembre - Juliette Dantin, violinista e cantante francese (n. 1875)
- 2 novembre - Viggo Jensen, sollevatore, tiratore a segno e pesista danese (n. 1874)
- 2 novembre - Oliver Perry Hay, naturalista e paleontologo statunitense (n. 1846)
- 3 novembre - Giuseppe Platamone, politico e dirigente sportivo italiano (n. 1876)
- 3 novembre - Alfred Wegener, geologo, meteorologo e esploratore tedesco (n. 1880)
- 4 novembre - Evelyn Colyer, tennista britannica (n. 1902)
- 5 novembre - Christiaan Eijkman, medico olandese (n. 1858)
- 5 novembre - Luigi Facta, politico e avvocato italiano (n. 1861)
- 5 novembre - Steve Ferrigno, mafioso italiano (n. 1900)
- 5 novembre - Al Mineo, mafioso italiano (n. 1880)
- 6 novembre - Adolf Wölfli, pittore svizzero (n. 1864)
- 7 novembre - Victor Beigel, pianista inglese (n. 1870)
- 7 novembre - Alexis-Armand Charost, cardinale e arcivescovo cattolico francese (n. 1860)
- 7 novembre - Alfonso Maria Mistrangelo, cardinale e arcivescovo cattolico italiano (n. 1852)
- 8 novembre - Clare Eames, attrice statunitense (n. 1894)
- 8 novembre - Vincenzo Saporito, politico italiano (n. 1849)
- 12 novembre - Giovanni Soggiu, missionario italiano (n. 1883)
- 13 novembre - Uberto Pozzoli, giornalista, sindacalista e poeta italiano (n. 1901)
- 14 novembre - Giacomo Ferri, politico italiano (n. 1860)
- 14 novembre - Fawzi Maluf, poeta brasiliano (n. 1899)
- 14 novembre - Yang Kaihui, politica cinese (n. 1901)
- 15 novembre - Adriano De Cupis, magistrato e funzionario italiano (n. 1845)
- 15 novembre - Pierina Legnani, ballerina italiana (n. 1868)
- 16 novembre - Saverio Fausto De Dominicis, pedagogista italiano (n. 1845)
- 16 novembre - William James Topley, fotografo canadese (n. 1845)
- 18 novembre - Leopoldo Torricelli, ciclista su strada e pistard italiano (n. 1893)
- 20 novembre - William Holland, velocista statunitense (n. 1874)
- 21 novembre - Clelia Merloni, religiosa italiana (n. 1861)
- 22 novembre - Paul Raud, pittore estone (n. 1865)
- 22 novembre - Alessandro Savelli, calciatore italiano (n. 1905)
- 24 novembre - Prosper-René Blondlot, fisico francese (n. 1849)
- 25 novembre - Pio Rajna, filologo e critico letterario italiano (n. 1847)
- 26 novembre - Otto Sverdrup, esploratore norvegese (n. 1854)
- 26 novembre - Horace Vinton, sceneggiatore, regista e attore statunitense (n. 1854)
- 27 novembre - Herby Arthur, calciatore inglese (n. 1863)
- 27 novembre - Gaetano Majorana, avvocato, economista e politico italiano (n. 1859)
- 28 novembre - Costantino VI di Costantinopoli, arcivescovo ortodosso greco (n. 1859)
- 28 novembre - Almerico da Schio, scienziato, pioniere dell'aviazione e patriota italiano (n. 1836)
- 28 novembre - Erik Ludvig Henningsen, pittore e illustratore danese (n. 1855)
- 29 novembre - Giovan Battista Queirolo, politico e medico italiano (n. 1856)
- 30 novembre - Giuseppe Saverio Gargano, critico letterario italiano (n. 1859)
- 30 novembre - Mary Harris Jones, sindacalista e operaia statunitense (n. 1837)
- 30 novembre - Michel Vieuchange, esploratore francese (n. 1904)

## Dicembre(54)
- 1º dicembre - Karl Billeter, calciatore svizzero (n. 1880)
- 1º dicembre - Peder Vilhelm Jenser Klint, architetto, ingegnere e pittore danese (n. 1853)
- 2 dicembre - Sarah Angelina Acland, fotografa britannica (n. 1849)
- 2 dicembre - Richard Geigel, medico tedesco (n. 1859)
- 4 dicembre - Manfred Noa, regista, scenografo e produttore cinematografico tedesco (n. 1893)
- 5 dicembre - Raul Brandão, giornalista, scrittore e militare portoghese (n. 1867)
- 5 dicembre - James Henry Emerton, aracnologo e entomologo statunitense (n. 1847)
- 5 dicembre - Umberto Fracchia, scrittore italiano (n. 1889)
- 6 dicembre - Jean Börlin, ballerino e coreografo svedese (n. 1893)
- 6 dicembre - Henry Fatio, banchiere svizzero (n. 1863)
- 7 dicembre - Jesús Flores Magón, politico, giurista e giornalista messicano (n. 1871)
- 7 dicembre - Alberto Gianni, inventore italiano (n. 1891)
- 7 dicembre - Julius Rolshoven, pittore statunitense (n. 1858)
- 8 dicembre - Antonio Bernocchi, politico, mecenate e imprenditore italiano (n. 1859)
- 8 dicembre - Florbela Espanca, scrittrice e poetessa portoghese (n. 1894)
- 8 dicembre - Adolphe Retté, scrittore francese (n. 1863)
- 9 dicembre - Gaspare Di Maio, commediografo italiano (n. 1872)
- 9 dicembre - Rube Foster, giocatore di baseball e allenatore di baseball statunitense (n. 1879)
- 10 dicembre - Sergej Gavrilovič Navašin, chimico e botanico russo (n. 1857)
- 11 dicembre - José Toribio Medina, bibliografo e storiografo cileno (n. 1852)
- 12 dicembre - Nikolaj Nikolaevič Pokrovskij, politico russo (n. 1865)
- 13 dicembre - Fritz Pregl, chimico e fisiologo sloveno (n. 1869)
- 13 dicembre - Thomas Sorby, calciatore inglese (n. 1856)
- 14 dicembre - F. Richard Jones, regista e produttore cinematografico statunitense (n. 1893)
- 15 dicembre - Diane Ellis, attrice statunitense (n. 1909)
- 15 dicembre - Gemma Ferruggia, scrittrice e drammaturga italiana (n. 1867)
- 16 dicembre - Adolf Baumgartner, filologo classico e storico tedesco (n. 1855)
- 16 dicembre - Salomon Eberhard Henschen, neurologo svedese (n. 1847)
- 16 dicembre - Carl August Heinrich Ferdinand Oesterley, pittore tedesco (n. 1839)
- 16 dicembre - Raffaello Reghini, generale italiano (n. 1868)
- 17 dicembre - Smith Streeter, giocatore di roque statunitense (n. 1844)
- 17 dicembre - Peter Warlock, compositore inglese (n. 1894)
- 18 dicembre - Edward José, regista, attore e sceneggiatore belga (n. 1865)
- 19 dicembre - J. C. Christensen, politico danese (n. 1856)
- 19 dicembre - Johnny Douglas, pugile e crickettista britannico (n. 1882)
- 20 dicembre - Alfonso De Blasio, magistrato e politico italiano (n. 1849)
- 20 dicembre - Mary Foster, filantropa statunitense (n. 1844)
- 20 dicembre - Theodor Kober, ingegnere aeronautico e imprenditore tedesco (n. 1865)
- 22 dicembre - Vintilă Brătianu, politico rumeno (n. 1867)
- 23 dicembre - Marie Fillunger, soprano e insegnante austriaca (n. 1850)
- 23 dicembre - Ferdinand Martini, attore tedesco (n. 1870)
- 23 dicembre - Alberto Peano, generale italiano (n. 1859)
- 23 dicembre - Wilhelm Spiegelberg, egittologo tedesco (n. 1870)
- 24 dicembre - Oskar Nedbal, violista, compositore e direttore d'orchestra ceco (n. 1874)
- 24 dicembre - Bonaldo Stringher, politico e economista italiano (n. 1854)
- 24 dicembre - Antonio d'Orléans, nobile spagnolo (n. 1866)
- 25 dicembre - Umberto Ceva, antifascista e dirigente d'azienda italiano (n. 1900)
- 25 dicembre - Eugen Goldstein, fisico tedesco (n. 1850)
- 25 dicembre - Theodor Nöldeke, orientalista e islamista tedesco (n. 1836)
- 25 dicembre - Giovanni Villa, avvocato e politico italiano (n. 1862)
- 26 dicembre - Kin Hubbard, umorista e disegnatore statunitense (n. 1868)
- 28 dicembre - Otto Rudolf Holmberg, botanico svizzero (n. 1874)
- 28 dicembre - Antonio Mancini, pittore italiano (n. 1852)
- 31 dicembre - Filippo Abignente jr, scrittore, giornalista e antifascista italiano (n. 1860)

## Senza giorno specificato(44)
- Vittorio Alfieri, economista italiano (n. 1863)
- Santeri Alkio, scrittore e politico finlandese (n. 1862)
- Karl von Amira, giurista, storico e filologo tedesco (n. 1848)
- Donato Barcaglia, scultore italiano (n. 1849)
- Paolo Bartolini, scultore italiano (n. 1859)
- Hugo Betting, rugbista a 15 tedesco (n. 1880)
- Tasker H. Bliss, generale statunitense (n. 1853)
- Giuseppe Bottero, pittore, ingegnere e militare italiano (n. 1846)
- Marthe Brandés, attrice teatrale francese (n. 1862)
- Harry Buckwalter, fotografo, regista e produttore cinematografico statunitense (n. 1867)
- Henry Farnham Burke, genealogista britannico (n. 1859)
- Johnny Butt, attore inglese (n. 1870)
- Raffaele Armando Califano Mundo, pittore italiano (n. 1857)
- Ignazio Cerasoli, giornalista e scrittore italiano (n. 1849)
- Albert Cope, giocatore di snooker inglese (n. 1878)
- Eugène Devic, neurologo francese (n. 1858)
- Carroll Fleming, librettista e regista statunitense (n. 1865)
- Corrado Fossataro, avvocato italiano (n. 1863)
- Corrado Fruttero, compositore italiano (n. 1900)
- Angelo Galeno, politico italiano (n. 1857)
- Albert Galleron, architetto francese (n. 1846)
- Yvonne George, cantante e attrice belga (n. 1895)
- Léon Govaerts, architetto belga (n. 1860)
- Justin Harvey Smith, storico statunitense (n. 1857)
- Alfred John Keene, pittore inglese (n. 1864)
- Purdil Khan, politico e generale afghano
- Josef Kopecký, calciatore boemo
- Albert von Le Coq, imprenditore e esploratore tedesco (n. 1860)
- Giovanni Livi, storico italiano (n. 1855)
- Giacomo Minerbi, medico italiano (n. 1886)
- Ludwig Moser, chimico tedesco (n. 1879)
- Cesare Musatti, medico e letterato italiano (n. 1846)
- Muhammad al Muwaylihi, scrittore arabo (n. 1868)
- Émile-René Ménard, pittore francese (n. 1862)
- Giulio Pestalozza, diplomatico italiano (n. 1850)
- Marie Petipa, ballerina russa (n. 1857)
- Maria Poliduri, poetessa greca (n. 1902)
- Charles Raymond, regista, attore e sceneggiatore britannico (n. 1858)
- Egisto Roggero, scrittore e saggista italiano (n. 1867)
- Ryū Ryū Ko, maestro di karate giapponese (n. 1852)
- Lillian Smith, circense statunitense (n. 1871)
- Maryla Wolska, poetessa polacca (n. 1873)
- Gerhard Wülker, zoologo tedesco (n. 1885)
- Yang Shaohou, artista marziale cinese (n. 1862)